# Konstruktionsbüro für Gerätebau
Das Konstruktionsbüro für Gerätebau (russisch Конструкторское бюро приборостроения Konstruktorskoje bjuro priborostrojenija) ist ein staatliches russisches Rüstungsunternehmen zur Entwicklung von Klein- und Leichtwaffen. Es hat seinen Sitz in der Stadt Tula. Die Firma, die auch unter dem Namen KBP Tula auftritt, gehört zum Konzern Wyssokototschnyje Kompleksy und damit zur staatlichen Rostec-Gruppe.

## Geschichte
Die Firma wurde 1927 zur Entwicklung von Kleinwaffen gegründet. Ursprünglich war sie Bestandteil des Tulaer Waffenwerks (Тульский оружейный завод), wurde aber später als eigenständiges Unternehmen ausgegliedert. Spezialisiert auf automatische Waffen und Maschinengewehre für die Luftstreitkräfte, befanden sich während des Zweiten Weltkrieges Waffen des KBP in 80 % aller sowjetischen Flugzeuge. Nach dem Krieg entwickelte das KBP Panzerabwehrwaffen (Fagot, Konkurs, Metis), die über einen Zeitraum von 30 Jahren in der Sowjetunion und anderen Staaten verwendet wurden. Heute baut das KBP Lenkwaffen, verschiedene Raketensysteme, Munition und Sportwaffen. Viele Kampfflugzeuge wie MiG-21, MiG-23, MiG-27, MiG-29, Su-24, Su-25 sowie der Helikopter Mi-35 sind mit KBP-Waffen ausgerüstet.
Das KBP betreibt ein biotechnologisches Forschungszentrum (Fitogenetika), exportiert Waffen und vergibt Produktionslizenzen. Der Jahresumsatz des Unternehmens lag im Jahr 2006 bei 14 Mrd. Rubeln (umgerechnet rund 400 Mio. Euro).

## Aktuelle Produkte
Entwicklungen des KBP:
- leichter Raketenwerfer RPO
- Panzerabwehrsystem 9K135 Kornet
- Lasergesteuerte Artilleriegranate Kitolow
- Lasergesteuerte Artilleriegranate Krasnopol
- Revolverlauf-MG GSchG-7,62
- Maschinenkanone Grjasew-Schipunow GSch-301
- Maschinenpistole PP-2000
- Sturmgewehr TKB-O146
- Luftabwehrsystem 96K6 Panzir[1]